# Rue de Bellechasse
Pour les articles homonymes, voir Bellechasse (homonymie).
La rue de Bellechasse est une voie du 7e arrondissement de Paris, en France.

## Situation et accès
La rue de Bellechasse est une voie du centre-nord du 7e arrondissement. Orientée nord-nord-est / sud-sud-ouest, elle est quasiment rectiligne, mis à part un très léger coude au niveau de la rue de Grenelle. Longue de 650 m, elle débute au nord rue de Lille et se termine au sud rue de Varenne.
La numérotation de la rue suit la convention parisienne : les numéros augmentent quand on s'éloigne de la Seine, c'est-à-dire quand on se dirige vers le sud. Dans cette direction, les numéros impairs sont à gauche, les numéros pairs à droite. La rue de Bellechasse a toutefois une particularité : elle débute aux numéros 4 et 5, la partie plus au nord ayant été détachée en 1997 pour former la rue de la Légion-d'Honneur.
Accès
La rue de Bellechasse est desservie à proximité par la ligne 12 à la station Solférino. La ligne C du RER à la gare du Musée d'Orsay dessert également la rue de Bellechasse.
La rue de Bellechasse est rejointe ou traversée par les voies suivantes, du nord au sud :
- nos 5 et 4 : rue de Lille
- nos 9 bis-11 et 14-16 : rue de l'Université
- nos 17-19 et 24-26 : boulevard Saint-Germain
- nos 19-21 et 26-36 : rue Saint-Dominique
- nos 38-40 : rue Las-Cases
- nos 39-41 et 54-58 : rue de Grenelle
- nos 57 et 72 : rue de Varenne

Au-delà de la rue de Varenne, la rue de Bellechasse se prolonge par la rue Vaneau.

## Origine du nom
Le nom de « Bellechasse » donné à cette rue vient de ce qu'en 1636, un sieur Barbier fit don à des religieuses appelées Chanoinesses régulières de l'Ordre du Sépulcre de Jérusalem, d'un terrain dénommé « clos de Bellechasse », pour y construire un couvent dit des Religieuses de Pantemont, dont les bâtiments séquestrés en 1790, sont devenus  la caserne de Bellechasse, puis le temple protestant de Pentemont en 1802, sur décision de Napoléon.

## Historique
La rue de Bellechasse est ouverte en plusieurs parties :
- la partie la plus ancienne se situe entre la rue de l'Université et la rue Saint-Dominique existe déjà en 1652 ;
- la partie sud de la rue, entre la rue de Grenelle et la rue de Varenne, existe également en 1652 sous le nom de « rue Hillerin Bertin », du nom du propriétaire des terrains alentour, dont une partie est acquise par Louis XIV à la fin du XVIIe siècle pour construire l'hôtel des Invalides ;
- au nord, entre la rue de Lille et la rue de l'Université, la voie est ouverte à la fin du XVIIe siècle sous le nom de « rue de Belle Chasse ».  Elle doit son nom à l'ancien couvent des Dames de Bellechasse ;
- entre la rue Saint-Dominique et la rue de Grenelle, la rue est ouverte en 1805 sous le nom de « rue Neuve de Bellechasse ».

La dénomination « rue de Bellechasse » est étendue à la totalité de la rue actuelle en 1850. En fait, la rue s'étend alors au nord de la rue de Lille jusqu'à l'actuel quai Anatole-France. Cette partie est ouverte au début du XVIIIe siècle ; en 1997, elle devient une voie à part entière, la rue de la Légion-d'Honneur.
Lors des inondations de 1910, la rue est particulièrement sinistrée. La partie comprise entre le palais de la Légion d'honneur et la rue de Verneuil est recouverte par plus d’un mètre d’eau, sur laquelle flotte le pavage en bois qui recouvrait auparavant la rue.
Le 11 mars 1918, durant la Première Guerre mondiale, le no 6 rue de de Bellechasse est touché lors d'un raid effectué par des avions allemands.

## Bâtiments remarquables et lieux de mémoire
La rue de Bellechasse comporte les lieux et édifices remarquables suivants :
- No inconnu : a vécu à partir des années 1900 l'économiste Alfred de Foville[3] ;
- No inconnu : a vécu dans les années 1970 John Hervey, le 7e marquis de Bristol.
- No 5 bis : portail de style Régence.
- No 14 : ici a vécu et est décédé Pierre-Charles Robert (1812-1887), numismate et archéologue[4].
- No 11 : le médecin Anatole Chauffard (1855-1932) y a vécu et y est décédé[5]
- No 15 : siège de la Société philanthropique.
L'Union des Françaises contre l'alcool (UFCA) y a son siège entre 1918 et 1920[6].
- No 17 : ici la cantatrice et artiste peintre Spéranza Calo-Séailles (1885-1949) avait un studio où elle donna un concert en 1935[7].
- No 18 : Académie d'agriculture de France. À l'entrée, un repère indique le niveau de la crue de la Seine de 1910.
- No 27 : ancien atelier de Gustave Doré[8], bâti vers 1865.
- No 31 : Alphonse Daudet demeura en ce lieu de 1885 à 1897 ; son épouse y recevait Marcel Proust. Dans son salon se trouvait un double portrait de lui et de sa fille peint par son ami Eugène Carrière, aujourd'hui conservé au musée d'Orsay ; l'homme politique Gaspard Monge et le médecin Jean-Antoine Villemin y sont morts, en 1818 et en 1892 ; des plaques leur rendent hommage.
- Nos 37-39 : ancienne abbaye de Penthemont, temple protestant de Pentemont depuis 1802, membre de l'Église protestante unie de France ; siège de Saint Laurent depuis 2019.
- No 52 : façade latérale de l'hôtel de Rochechouart, siège du ministère de l'Éducation nationale.
- No 54 : hôtel de Courteilles, édifié par Alphonse de Gisors au XIXe siècle. Englobé dans le complexe du ministère de l'Éducation nationale.
- No 60 : immeuble construit par l'architecte Alexandre Marcel en 1858, comme indiqué en façade.
- No 66 : siège du Comité consultatif national d'éthique.
- No 68 : siège  du secrétariat général des Affaires européennes.
- À l'angle avec la rue Saint-Dominique, Julie de Lespinasse tint un salon littéraire.

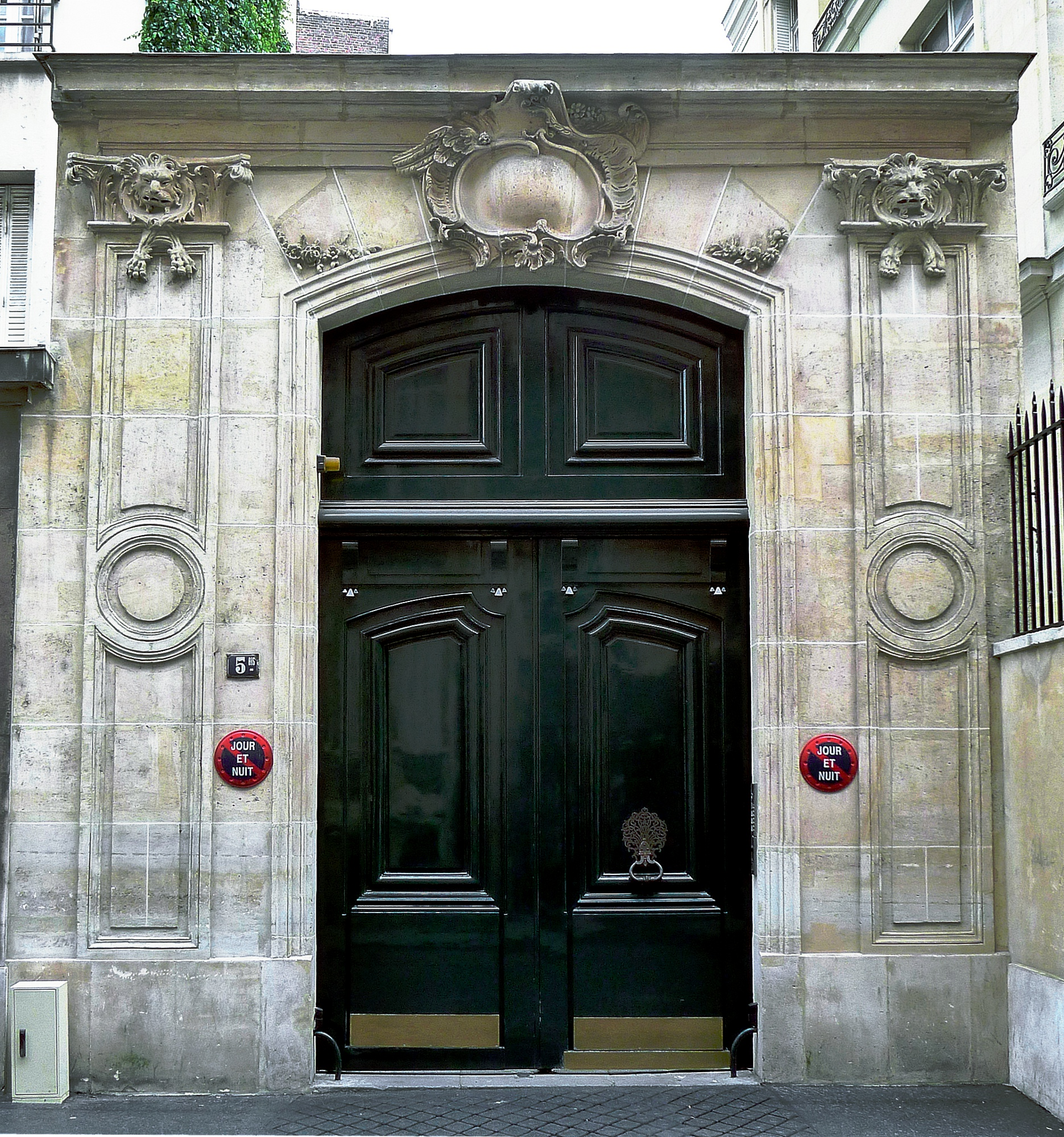
No 5 bis.
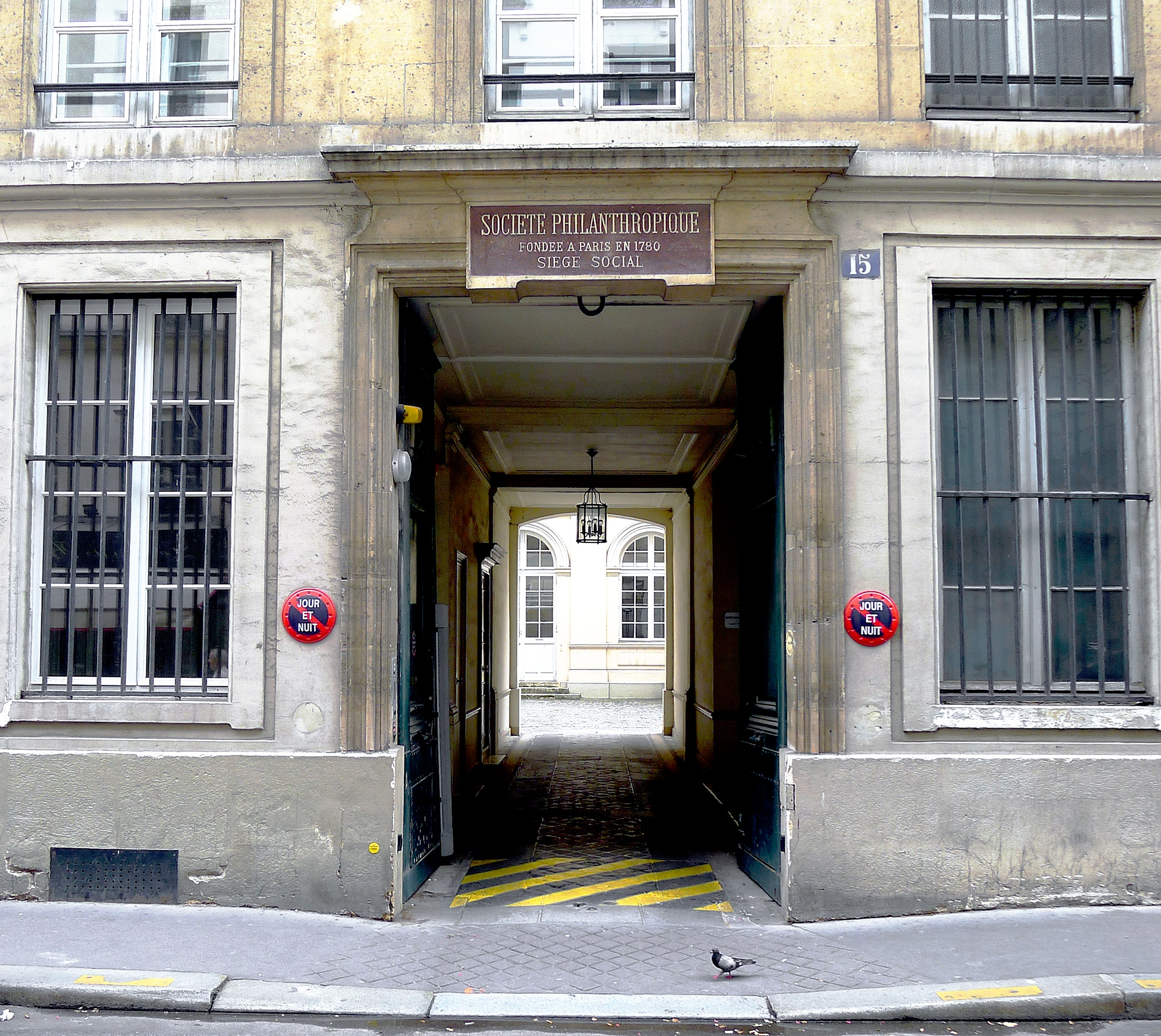
No 15.
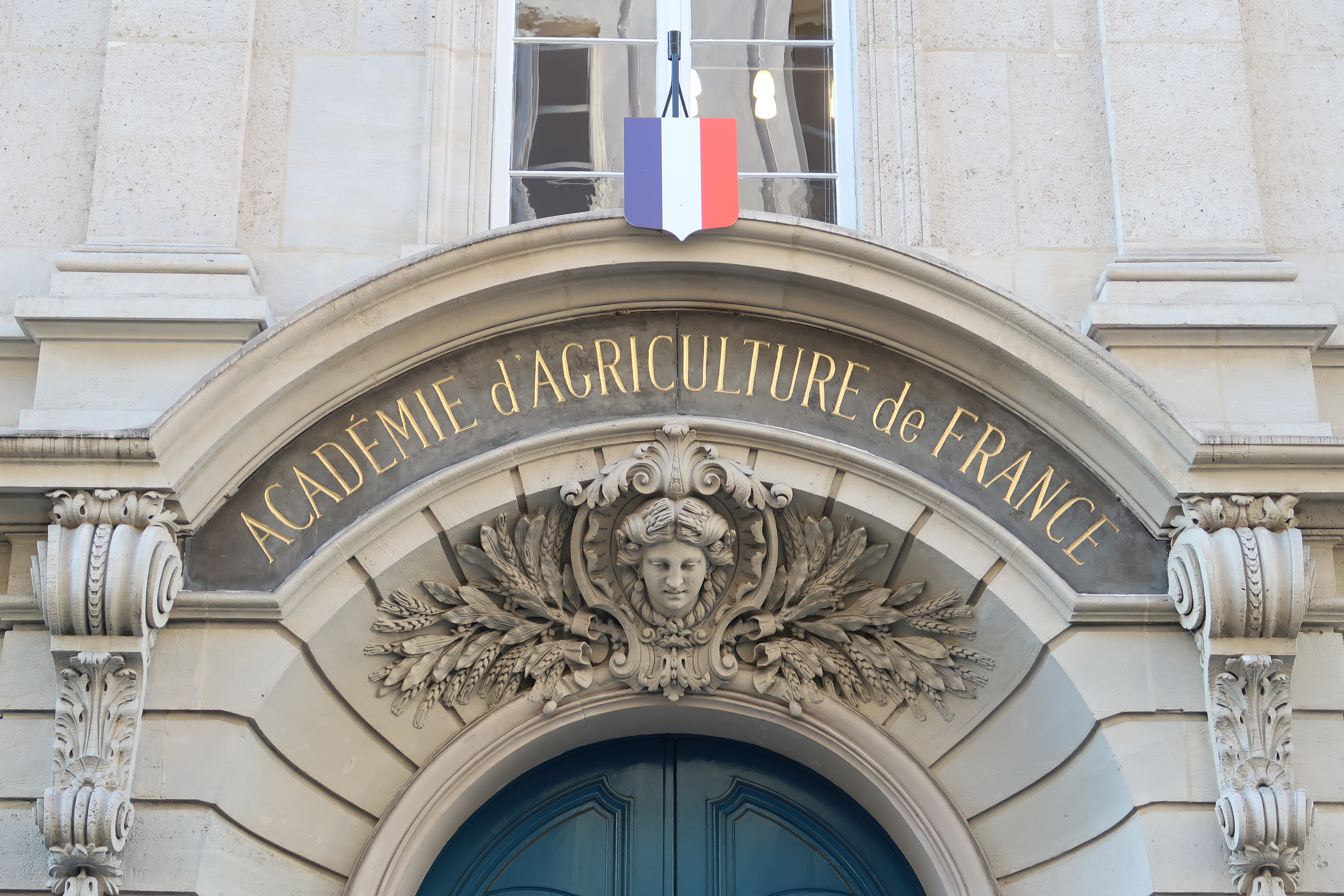
No 18.
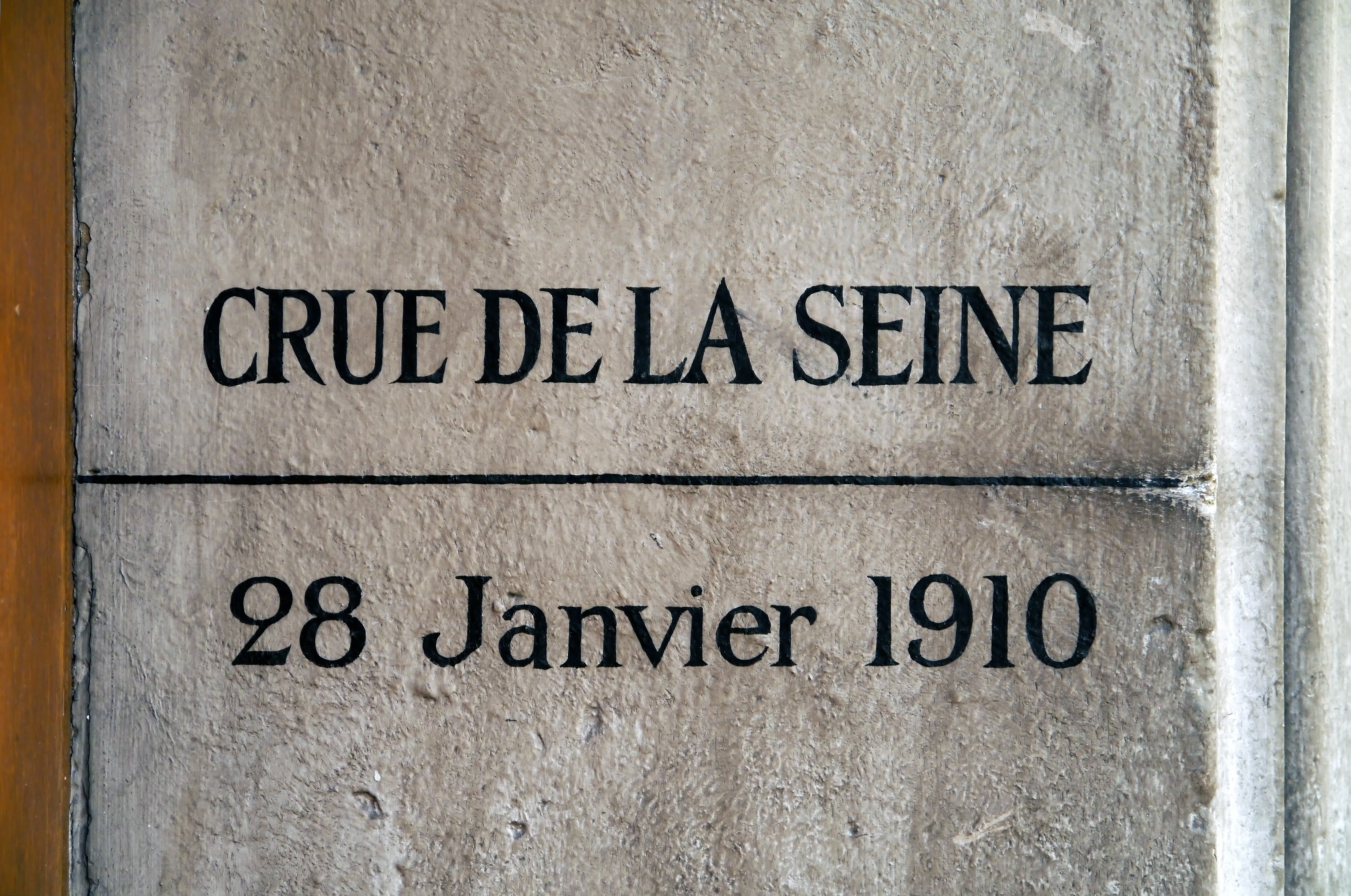
Repère de crue.
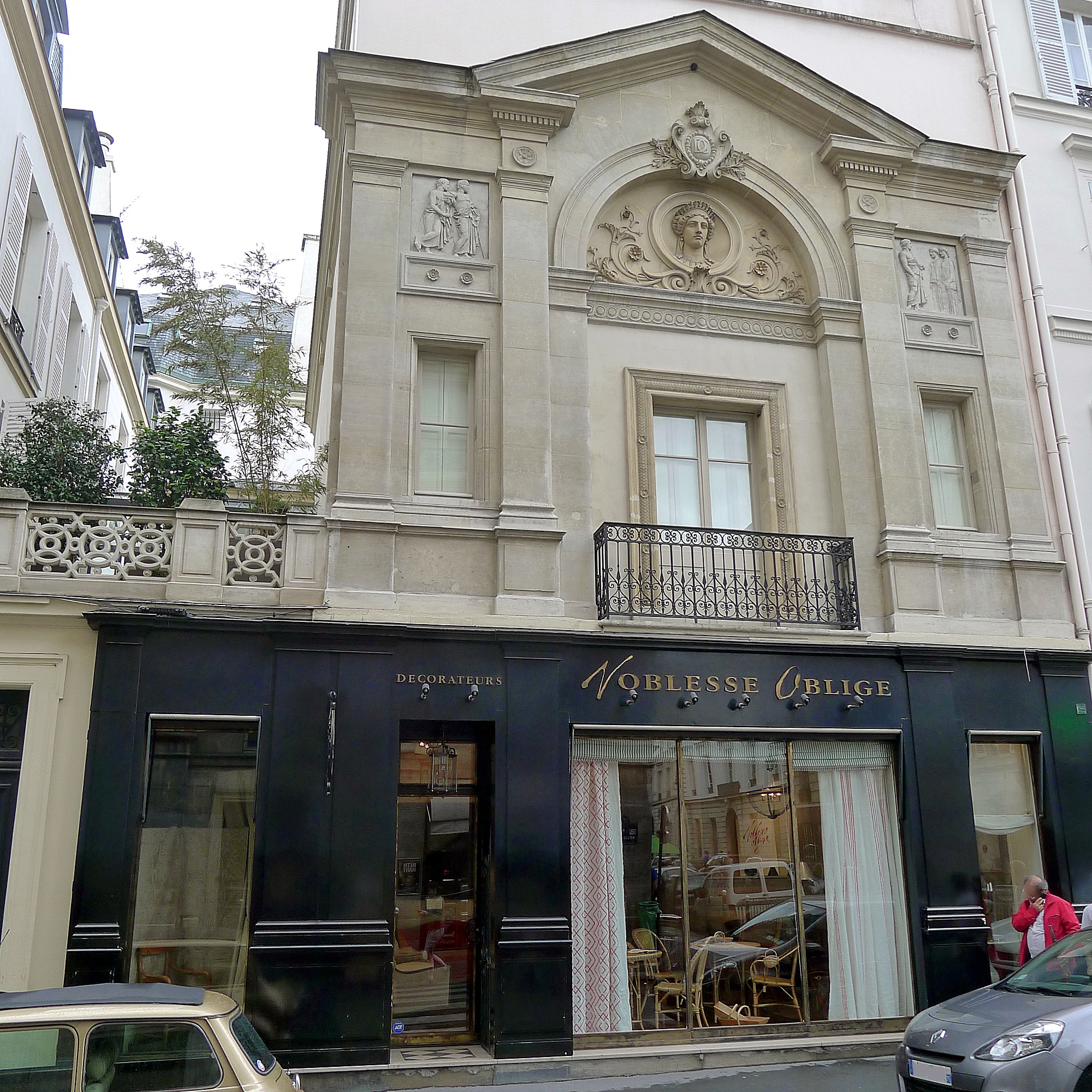
No 27 bis.
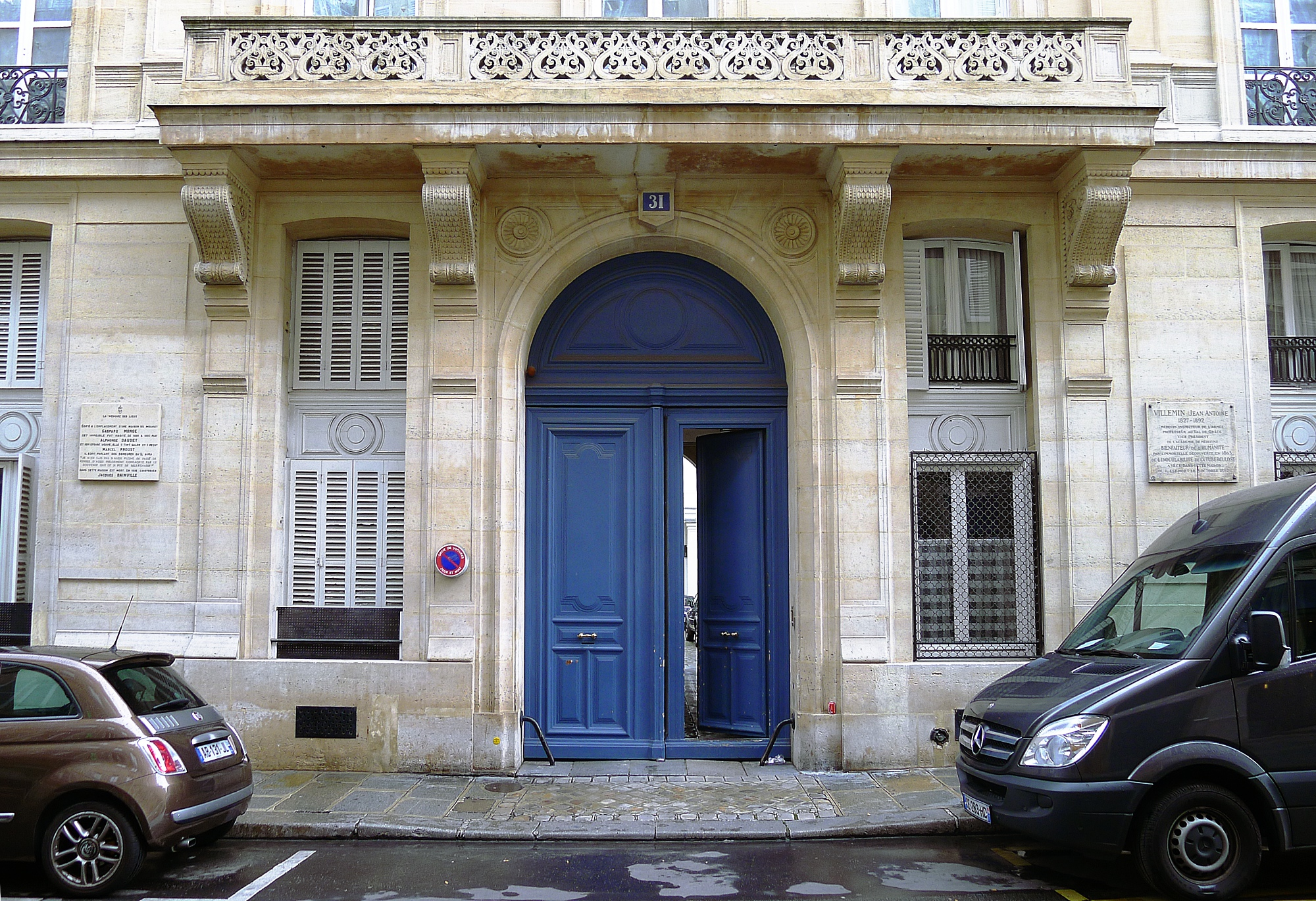
No 31.
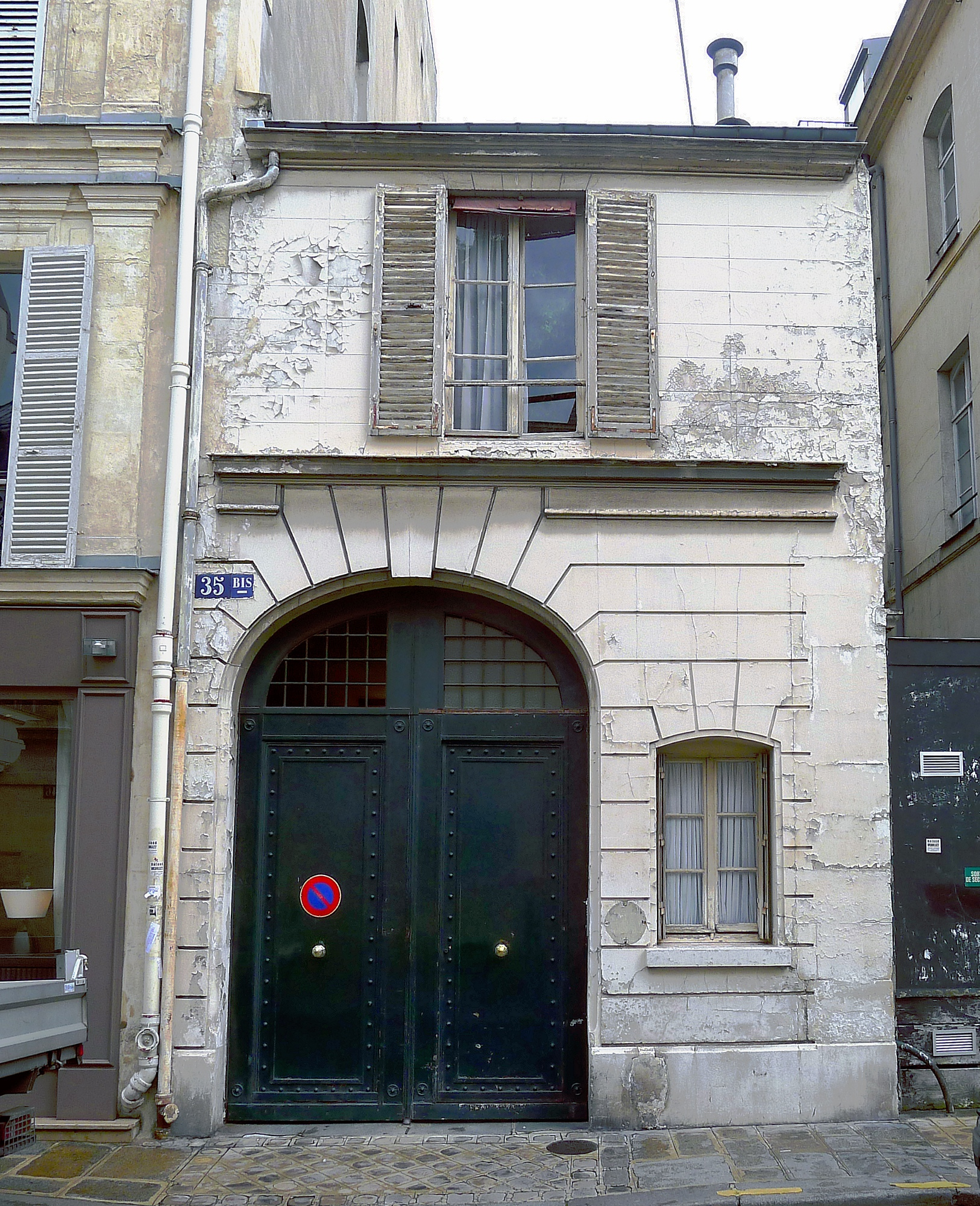
No 35 bis.
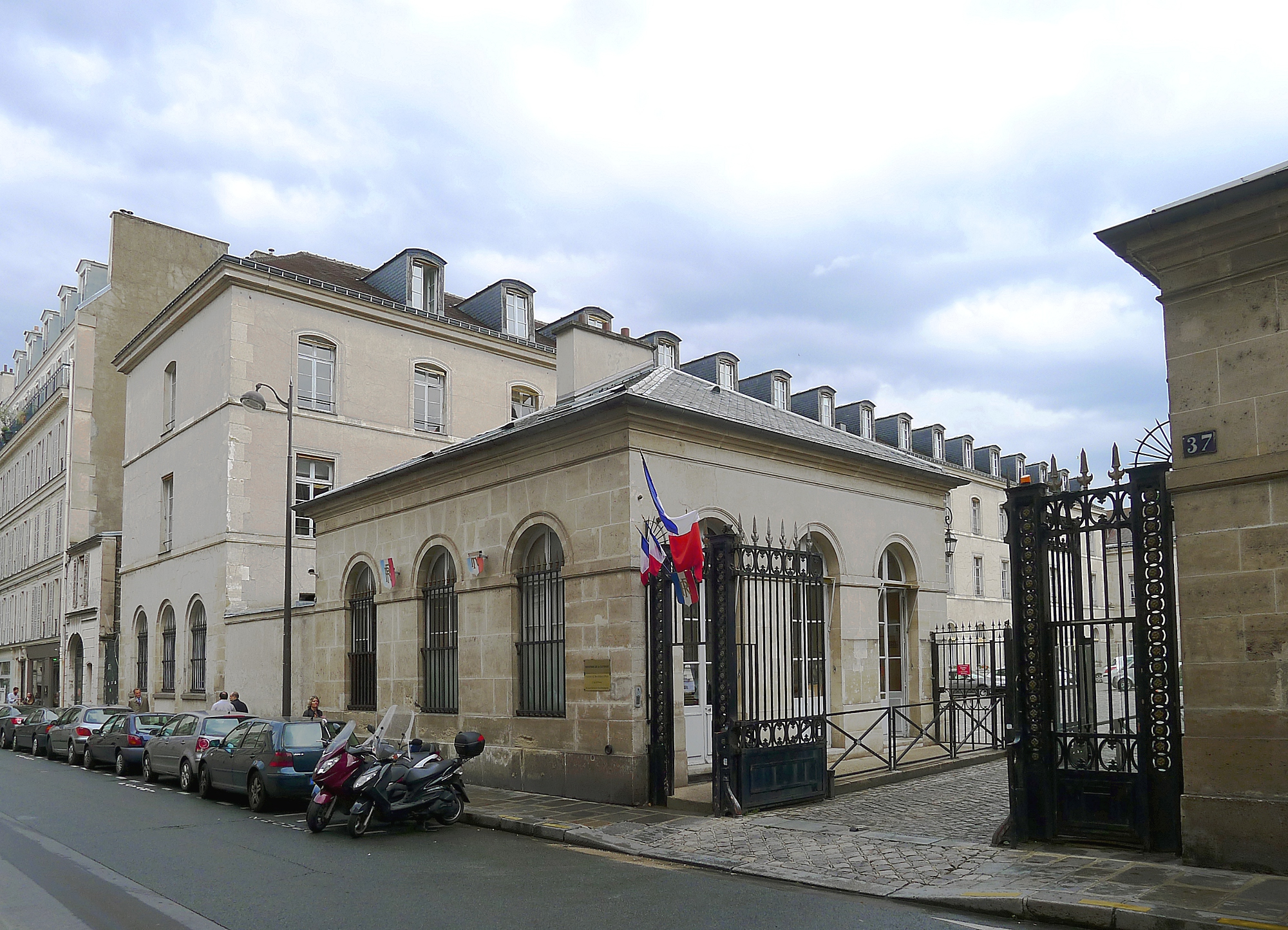
No 37 : ancienne abbaye de Penthemont.

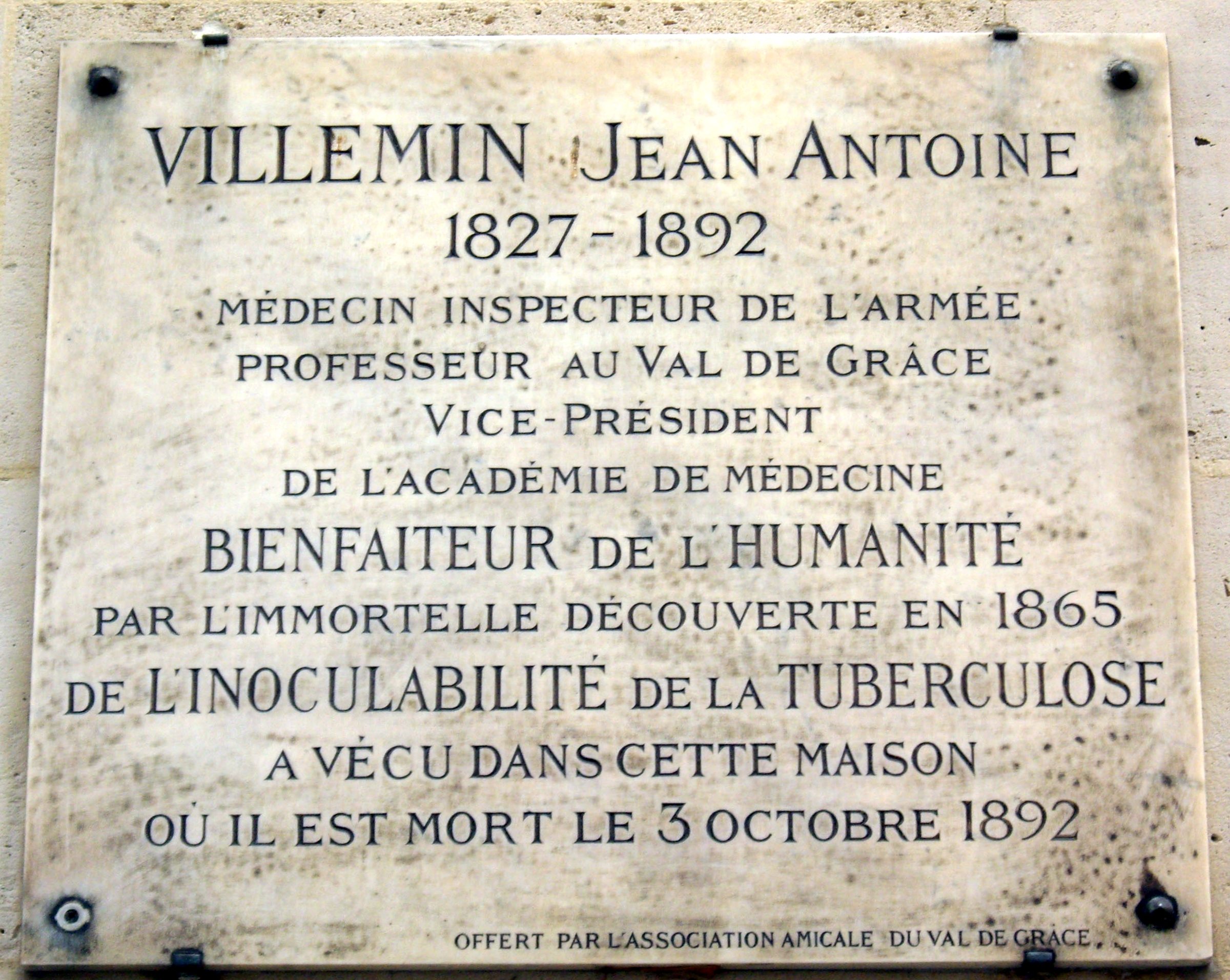
Plaque au no 31.
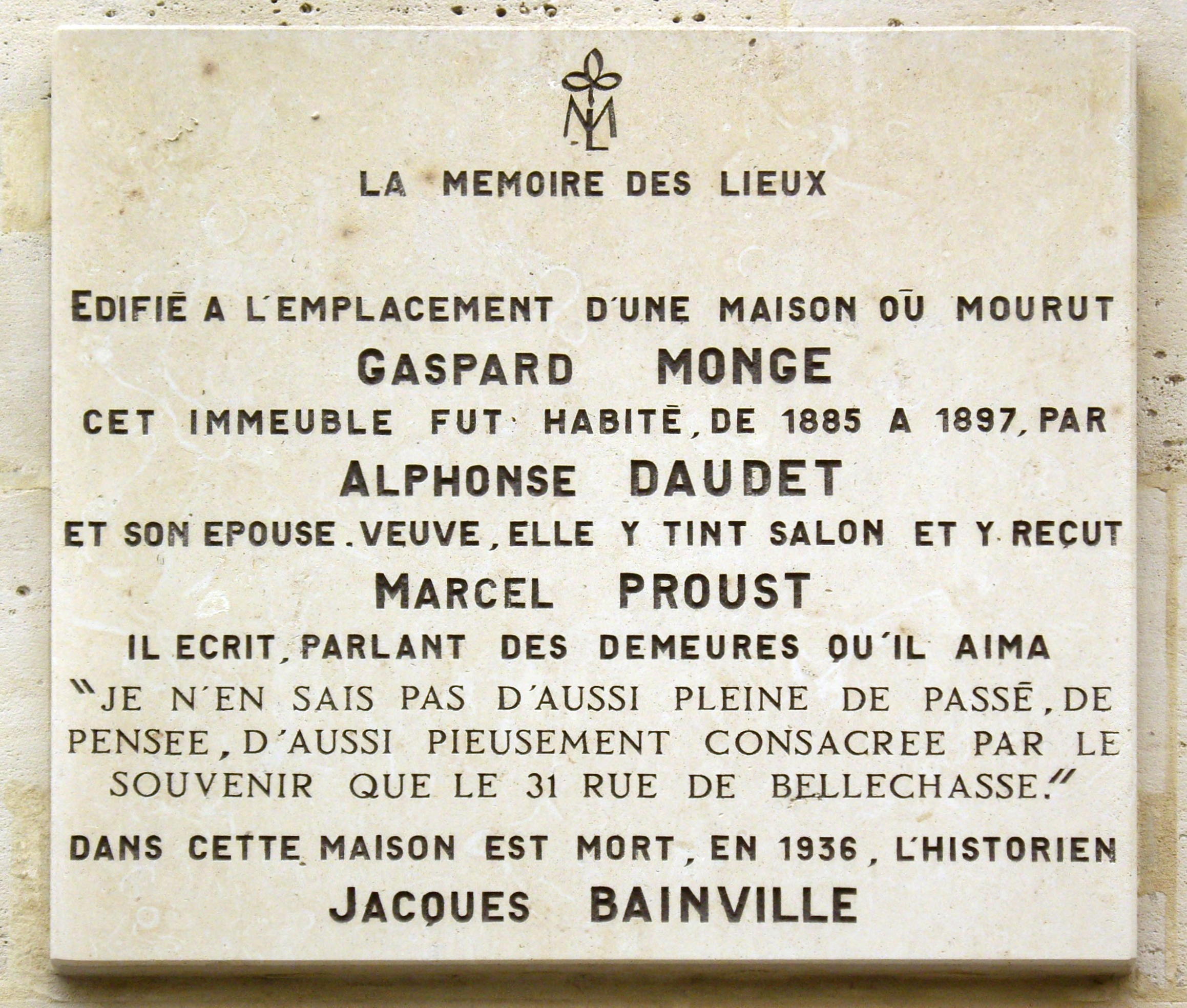
Plaque au no 31.
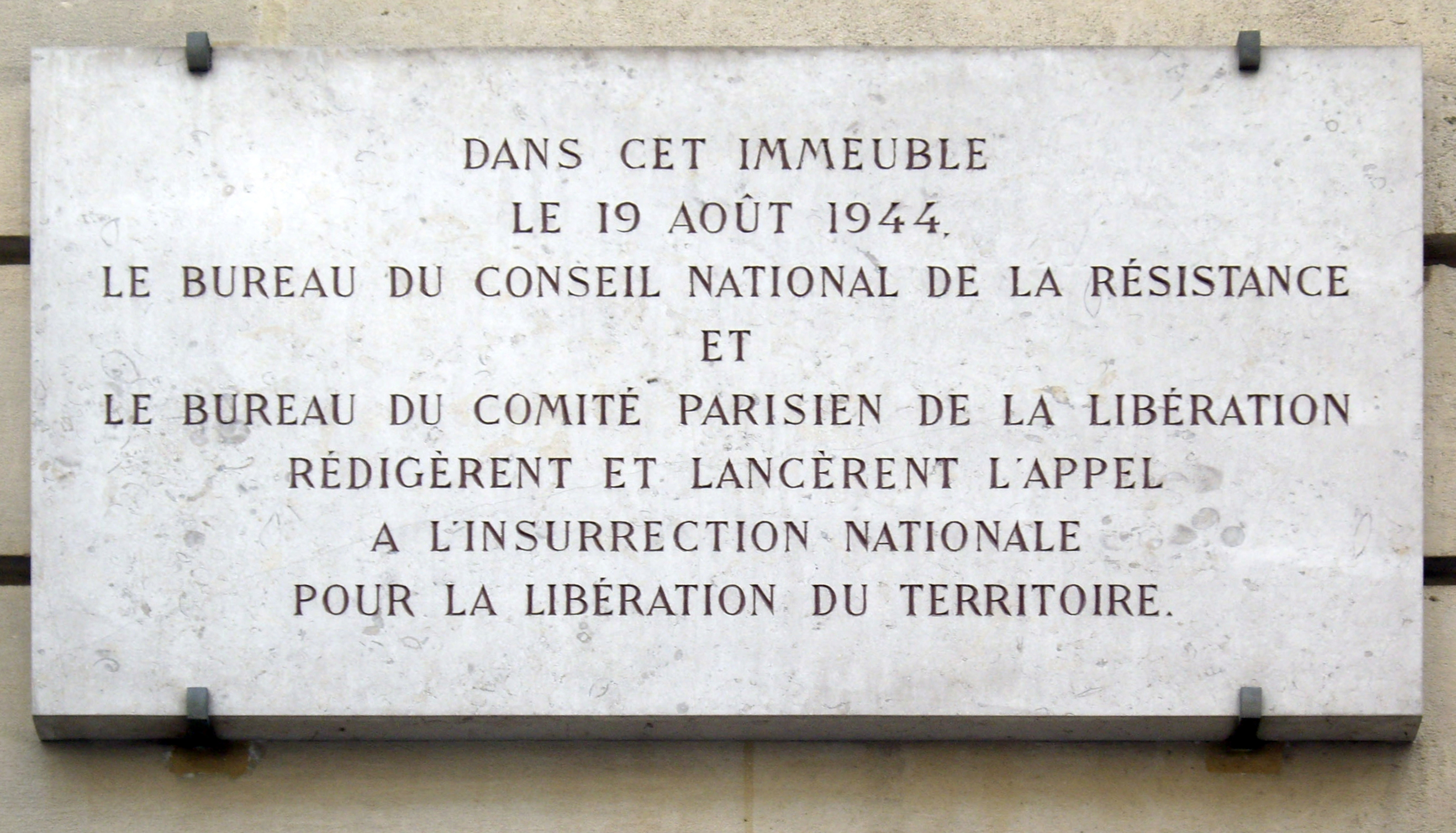
Plaque au no 41, en hommage au Conseil national de la résistance.